# 歴史哲学
歴史哲学（れきしてつがく、英語: philosophy of history）は、歴史学のあり方、目的などについて考察を加える哲学の一分野である。

## 概要
「歴史」には、過去の事実と過去の言語的叙述という二重の意味がある。
しかしながら、認知されない事実、および、誤って認知される過去の事実も存在すると考えるならば、事実と叙述は直ちに明確には区別できない。
個々の事実はそれ自体は一回性の事実の連なりであるために、歴史の叙述の作成においては、史料類の学術的な解釈と抽出、そして分析と総合を通じて、個々の事実の重要性の度合いや事実間の影響関係などが言葉で特徴づけられることが必要である。これが行われて初めて歴史として叙述さられる性質を有することとなる。しかし、この過程において何を価値基準と設定したかによって、叙述される歴史（歴史書、歴史論文）は仮に同じ史料を基礎としていても全く異なる叙述となり得る。
このことから、どのような価値基準を拠り所にするべきか、またその基準と言語表現は妥当性を持つのか、という二つの大きな課題が出現する。歴史哲学はこれについての考察に関わる哲学の領域である。

## 分類
現代思想においては、批判的歴史哲学（批判的哲学）と思弁的歴史哲学（ヘーゲル、トインビー等）の間にはひとつの区別がある。（この分類は C. D. Broadの分け方による。前者は過去自身を研究し、後者は自然哲学が自然にとって位置しているのと同様の位置を歴史に対してもっている）。
二つの分野の間ではいくらか重複しているところがあるものの、通常は区別することができる。現代の職業的歴史家達は思弁的歴史哲学には懐疑的である。しばしば思弁的歴史哲学は史学史に含まれる。（歴史の哲学は哲学史とは異なる。哲学史は、哲学の歴史的文脈上の哲学思考の発展を研究するものである）。
従来の歴史哲学のイメージは、ここでは思弁的歴史哲学に分類される種類のものである（本項目の「代表的な歴史観」がこれに相当する）。
これに対して新しい批判的歴史哲学（ヘイドン・ホワイト、ダントー、リクール等）は、本項目では「歴史と物語り論」に相当している。

## 歴史哲学の歴史
「歴史哲学（Philosophie de l'histoire）」という用語を最初に著作で用いたのは、18世紀のフランス啓蒙主義思想家ヴォルテールの1765年の著作『諸国民の風俗と精神について』の序章「歴史哲学」だとされる。彼は、歴史は理性と反理性の抗争であり、最後には理性が勝利に終わる啓蒙主義的進歩史観を唱えた。
歴史を哲学の重大な主題であるとして取り上げ歴史哲学を確立したのは、19世紀前半のヘーゲルである。
しかし、ヘーゲルの歴史哲学はその後、近代歴史学の父であるランケによって批判され、19世紀後半においては自然科学が隆盛を極める中次第に歴史学は事実のみに基づいて構築されるべきものとされた。この結果、「実証主義歴史学」と「歴史哲学」は、19世紀末には学問上では別の分野とされるようになった。ただし現代の観点からは、近代的な実証主義歴史学を確立したとされるランケ自身の歴史学も、国民国家を正当化するという前提と思想性を無意識に有したとみなされる。
そのランケ的発想が、ランケの確立した史学方法論・研究体制とともに、19世紀に世界各地で成立した各国民国家での近代歴史学に大きく影響を及ぼした。ニーチェのように19世紀末にすでに実証主義的歴史学を疑問視する者もいたが少数派であった。
20世紀に入ると歴史学は社会科学の方法を取り入れて自然科学への接近を図り、歴史哲学とは益々乖離を見せるようになった。
だが、20世紀後半に盛んになった物語り論（後述）の哲学と言語論的転回の観点からは、従来の歴史哲学を否定するだけでなく、実証主義歴史学の前提そのものが批判された。
20世紀後半にはミクロヒストリー（ミクロストリア）も流行を見せた。またフランスの哲学者リオタールは、1979年「大きな物語」の終焉を説いた。
歴史学界ではその後、大きな歴史像を描く歴史著作そのものがあまり見られなくなった。こうした中、大きな歴史像の提出は、歴史学や歴史哲学以外の分野で著されることが多くなった。21世紀に入り、グローバリゼーションの深化とともに、グローバル・ヒストリーやビッグ・ヒストリーが、歴史学や歴史哲学に影響を与えつつある。

## 歴史と物語り論
20世紀後半以降の現代になって、客観性とは人間や社会によって無意識的に構築されたものにほかならないと言語学や哲学が示してからは、歴史 (history) は、現在の人間が後から過去の出来事を物語ること (narrative) と共に存立するものであり、物語りから離れた中立な歴史・客観的な歴史は存在しないという物語り論 (narratology) が主張されるようになった。
しかしながら、そのような考えを誤って徹底させていくと、最終的には現在の個人個人が勝手に自分の歴史「物語」を紡いでしまい、コミュニケーションが成り立たない状態に陥ってしまう。また合理的に考えると実際に起きた出来事まで「所詮は主観だから」と勝手に修正してしまえば、極端な相対主義や歴史修正主義に陥ってしまう。レイモン・ピカールは、この極端な立場をハイ・ナラティヴィスト（ロラン・バルトやヘイドン・ホワイトら）と定義し、他方の、「物語り」は世界との関係を維持すると主張する立場をロウ・ナラティヴィスト（ポール・リクールやデイヴィッド・カー）と定義している。
そのため、現在の歴史学では、限定的な客観性（間主観性）が保たれるものとして研究を進めることが一般的である。その客観性とは合理性に基づくものである。例えば、徳川家康が存在したと我々が決めることができるのは、様々な文献や遺物・遺跡から、家康という人物が存在したと仮定するほうが、しないよりも合理的にこれらの証拠を関連付けられるからである。

## 代表的な歴史観

### 循環論
古典古代以来提唱されてきた伝統的史観のひとつ。循環論はしばしば文明興亡論（後述）とも結びついてきた。
政体循環史観
古代ギリシャの歴史家・ポリュビオスが唱えたもので、共同体を統治する政治体制には『王政・貴族政・民主政』の3つがあると述べ、それぞれは長期に渡ると必ず堕落し、次の政体へ変化するという史観。王政は、王を僭称する“僭主政”へ、貴族政は少数の貴族が独裁する“寡頭政”へ、民主政は市民が詭弁家に扇動される“衆愚政”へと堕落して崩壊する。
中世イスラム世界の学者イブン・ハルドゥーンは『歴史序説』で、田舎の勢力が都市勢力を打倒するが、都市化によって弱体化し再び打倒されるというアサビーヤ論を記した。
歴史循環論
18世紀前半のイタリアの哲学者ヴィーコの唱えたもので、循環論と進歩論をあわせたもの。もとの地点に戻るのではなく、螺旋的に発展するとした。ヴィーコの歴史哲学は、20世紀にクローチェに継承された。
永劫回帰
ドイツの哲学者フリードリヒ・ニーチェによって唱えられた歴史観。歴史に始まりも終わりもなくすべては繰り返すという歴史観。

### 下降史観
カリ・ユガ
インド思想。現在は悪の時代とする。
退歩史観
オウディウス、ヘシオドスらが唱えた古代ギリシャの歴史観。オウディウスは「4つの時代」を唱え、黄金、銀、青銅の時代に続く鉄の時代が到来したとする。ヘシオドスの『仕事と日』では、現在を黄金の時代、銀の時代、銅の時代と続く鉄の時代とみなす。
末法思想
仏教思想の一つ。釈迦滅後長い時間を経て、正しい仏法が滅びるという予言に基づく。

### 歴史の目的論（歴史神学）
「歴史を導くものと想定されたなんらかの原理から過去の意味を理解し、現在を位置づけ、また未来に見通しをつけることができるとする考え方」。
キリスト教的歴史観
アウグスティヌスなどによってまとまられた歴史観であり、天地創造から神の国への到達によって終わる目的論的歴史観。失楽園から始まった人間の歴史は、キリストの再臨における神による裁きで終わる、と説く。
ライプニッツ的歴史観
ドイツの哲学者ゴットフリート・ライプニッツの主張した楽観主義であり、すべては神の予定調和であり、不幸や不合理なことがあっても、それには理由があり、最終的には最善となるように企画されているという歴史観。
ヘーゲル史観
ドイツの哲学者G.W.F.ヘーゲルの著書『歴史哲学講義』によって唱えられた歴史観。歴史とは弁証法的に発展する自己意識の発展の過程であり、自由を獲得する過程であるという観念論的歴史観。ヘーゲルは当時のプロイセン国家の成立を歴史の終わりと見た。
唯物史観
主にドイツの哲学者カール・マルクスが唱えた、ヘーゲルの観念論歴史哲学に対して、生産構造や技術革新などの経済的・物質的要素を重視する唯物論的歴史観。歴史上のすべての闘争は階級闘争だと主張し、階級格差のない共産主義社会の実現を歴史の先史の終わりと見た。
新進化主義
19世紀に隆盛した社会進化論は、20世紀には衰微したが、第二次世界大戦後に、新進化主義として復活した。人類とその文明の進歩は、消費エネルギーの総量の増大で示される、とする。ウィリアム・マクニールの『世界史』はこの考え方で描かれている。
フランシス・フクヤマ的歴史観
アレクサンドル・コジェーヴの解釈によるヘーゲル的な歴史哲学を援用し、歴史とはリベラルな民主主義が自己の正当性を証明する過程であるという歴史観。ソビエト共産主義の崩壊による冷戦の終結を、リベラルな民主主義の最終的な勝利であり、歴史の終わりであると主張した。
トランスヒューマニズム
科学技術で進化を推進すべきという思想。
その他
2010年に発表された柄谷行人『世界史の構造』は、ヘーゲル・マルクス的な枠組みのもとに、ウェーバー、文化人類学（カール・ポランニー、マーシャル・サーリンズ）、精神分析（フロイト）、ウィットフォーゲル東洋的専制君主論、ウォーラーステイン世界システム論、宇野経済学、カント永遠平和のために等を総合化した世界史像構築の試みである。

### 歴史主義
国民国家の成立とともに形成された史観。歴史に普遍的な目的があるとは考えず、各民族・各国民には固有の歴史と民族の精神とその発展があり、歴史は各国・各民族の競争であるとする。ランケ『強国論』を嚆矢とし、19世紀のプロイセンで発展した。ロマン主義や国家主義、文化相対主義などと結びついてきた。

### 文明論
人類社会の発展や進歩に普遍的な目的論を採用せず、自然環境要因と文化の伝播などを重視する考え方。文化伝播論は、厳密には歴史哲学ではないが、文化の伝播に関する巨視的研究や個別の実証研究の総合化の試みは、文明論などの歴史解釈の思想へも影響しているため、あわせて記載する。
枢軸時代論
人類が神話時代から脱し、人間として自己を自覚し、人間存在を意識するようになった「歴史の軸となる転換」が生じた、という論。カール・ヤスパースが1949に刊行した歴史の起原と目標で説かれている。
文化伝播論
各地の文化・文明の発展において、相互の文化の伝播を重視する考え方。アルフレッド・クロスビーが提唱したコロンブス交換や、ウィリアム・マクニールの『疫病と世界史』、ジャレド・ダイアモンド『銃・病原菌・鉄』などが有名。海域世界や交易研究など実証的な研究に支えられ、現在も旺盛に研究されている。近年では、ユヴァル・ノア・ハラリ『サピエンス全史』が文化伝播や環境論を取り入れている。
文明興亡論
ドイツの歴史学者シュペングラーが第一次世界大戦後直後に主著『西洋の没落』で提唱した。文明が栄枯盛衰することを主張して、西洋の没落を説いた。シュペングラーは8つの文明に分けたが、アーノルド・トインビーは21の文明に分類し、文明の応答と挑戦を提唱した。トインビーの文明論はハンティントンの『文明の衝突』に継承されている。
生態論・環境論
環境論は、アナール派の創始者のひとり、リュシアン・フェーヴルにより、環境決定論と環境可能論に分けられるが、いずれも歴史の展開に、地理上の環境が大きく影響しているとする考え方。ウィットフォーゲルは、四大河文明の成立理由を、大河の灌漑を管理する統治制度に求めた（水力社会論）。以降もアナール派のフェルナン・ブローデルの『地中海』や、『銃・病原菌・鉄』のジャレド・ダイヤモンドなど、古気候学や考古学、海域世界や交易研究の進展、各地の実証研究の総合化の試みとともに、現在でも様々な研究が発表され続けている。
生態論は、人類社会の進歩と環境要因が、どちらか一方が決定するのではなく、総合的に交わりつつ進化するものとする考え方。梅棹忠夫の『文明の生態史観』や、梅棹を批判的に継承した廣松渉『生態史観と唯物史観』などがある。

### その他
世界システム論
近代西洋の資本主義の成立と世界全体への拡大を「世界システム」で実証しようとする歴史学のひとつ。世界システム研究自体は歴史哲学ではないが、その西洋中心主義や、近代以外への適用を巡る議論は、歴史哲学の分野にも及んでいる。
ビッグヒストリー
宇宙・生命・人類の歴史を総合化する学問分野。歴史学以外の学問、特に科学の諸成果を総合化して人類の方向性を描こうとする分野。近年多くの著作が発表されており、上述の歴史観のいずれかに分類できるものも多いと思われる。ユヴァル・ノア・ハラリ『サピエンス全史』もこの分野のひとつ。
未来学